# Міла Іванцова
Іванцо́ва Людми́ла Петрі́вна (нар. 27 листопада 1960) — українська письменниця, перекладач, журналіст та педагог.

## Життєпис
За освітою викладач французької та російської мов (закінчила Київський педагогічний інститут, нині Національний педагогічний університет імені Михайла Драгоманова), викладала французьку в школі, Ліцеї туризму, Інституті туризму Федерації Профспілок України. Пізніше створила власні курси іноземних мов, потім круто змінила своє життя, зайнявшись нерухомістю, дизайном інтер'єрів, фотографією, а зрештою — літературною творчістю. Вона — авторка оповідань, повістей, статей та віршів, опублікованих в літературних журналах України, Росії, Естонії, Німеччини, Ізраїлю та Нової Зеландії, а також авторка 8 романів, які видано українською та російською мовами. Останні роки займається професійною літературною та громадською діяльністю, перекладами художньої літератури з французької мови.
В лютому 2013 за рейтингом журналу «Фокус» посіла четверте місце серед 30 найуспішніших письменників України.
Організаторка всеукраїнського соціального благодійного проекту «100 книжок для сільської бібліотеки», метою якого є наповнення сільських бібліотек сучасною українською та зарубіжною літературою.

## Захоплення
Полюбляє саджати дерева та квіти, збирає колекцію старовинних чавунних прасок, полюбляє хенд-мейд.

## Бібліографія

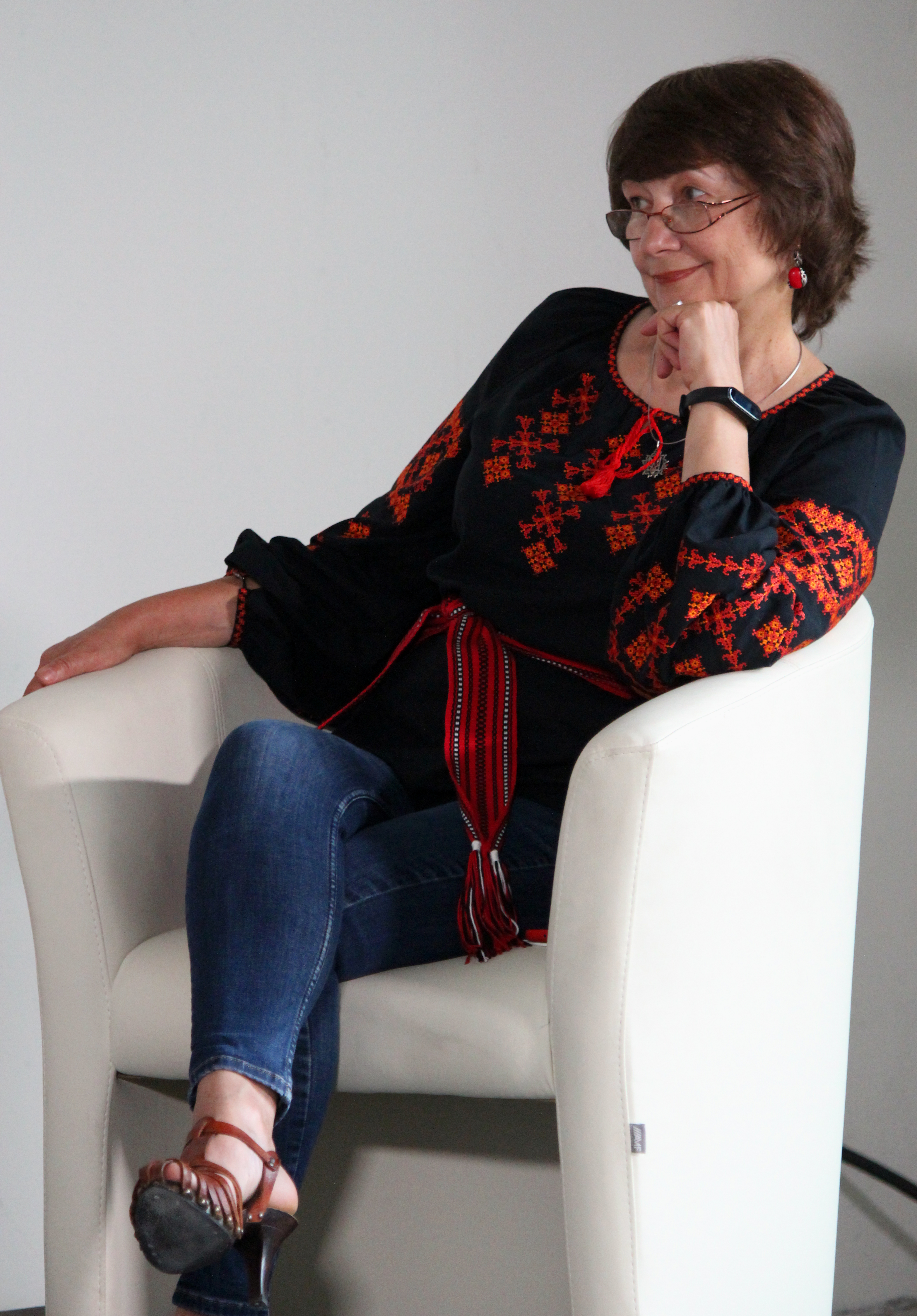
Міла Іванцова на Книжковому Арсеналі 2021

## Публікації в літературних журналах
- 2003, 2004 — Естонія, Таллінн, журнал «Скрепка»;
- 2007 — Німеччина, журнал «EDITA»;
- 2007 — Росія, Гатчина, збірка сучасної літератури «Отражение»;
- 2007, 2008 — Київ, журнал «Золотой век»;
- 2007 — Київ, журнал «Золота доба»;
- 2007 — Нова Зеландія, журнал «Наша гавань»;
- 2008 — Київ, журнал «С тобой»;
- 2008, 2009 — Ізраїль, журнал «Новый дом»;
- 2009 — Німеччина, журнал «Edita».

## Нагороди
- 2009, 2010, 2011 роки — Літературний конкурс «Коронація слова» — номінація «Романи», спеціальна відзнака «Вибір видавців»;
- 2012 рік — Літературний конкурс «Коронація слова» — третя премія в номінації «Романи» (роман «Гра в паралельне читання»)
- 2012 — відзнака «Золотий письменник України»[2].